# El eclipse, primera parte
"El eclipse, primera parte" es el décimo episodio de la tercera temporada de la serie de televisión de drama y ciencia ficción estadounidense Héroes.

## Resumen
- Un segundo eclipse causa que todos los héroes y villanos pierdan sus habilidades. Mohinder Suresh ha perdido sus escamas y sus habilidades, y aprovechando esto, comenzará la búsqueda de Maya para pedirle disculpas, pero Arthur insiste en que permanezca y encuentre una manera de recuperar todos los poderes. Arthur manda a Elle y a Sylar para que busquen a Claire, quien está siendo entrenada para luchar por Noah en la casa de Stephen Canfield (anterior residente). Durante el eclipse, Claire revela que sigue enojada con su familia por su anterior aislamiento. Elle y Sylar aparecen, y cuando Elle trata de dispararle a Noah, Claire se interpone sin saber que sus habilidades están "anuladas", recibiendo el disparo. Noah desarma fácilmente a los impotentes Elle y Sylar y toma a Claire, quien es incapaz de sanar.

- En algún otro lugar, Peter y Nathan están tratando de encontrar el Haitiano, quien se encuentra en el pueblo de su infancia tratando de detener a su hermano Barón Samedi, cuando Nathan pierde sus poderes en pleno vuelo, continuando la búsqueda a pie. En su caminata no es mucho el tiempo que tardan en encontrarse con el ejército del hermano, los que abren fuego contra ellos. Refugiándose en el bosque, el Baron Samedi toma de rehén a Nathan bajo las órdenes de Arthur Petrelli.

- En su apartamento, Matt Parkman es incapaz de restaurar la memoria de Hiro porque éste piensa solo en japonés. Él va en busca de Daphne en compañía de Hiro y Ando en la ciudad. Cuando la encuentra descubre que tenía parálisis cerebral, lo que la obliga a utilizar muletas, y que su poder es la única cosa de mantenimiento de la discapacidad que la afecta. Mientras tanto, Ando busca la ayuda de dos versados (nerds) en cómics (invitados Seth Green y Breckin Meyer) para tratar de restablecer la memoria de Hiro.

- El episodio finaliza con Sylar y Elle. El primero parece aliviado de estar libre del hambre, mientras que Elle está en dificultades, sabiendo que será más difícil actuar sin poderes. Sylar y Elle empiezan a besarse, mientras Noah se prepara para dispararles con un rifle francotirador de alto alcance cerca del techo.[1][2]